# Верхньонагольчицька селищна рада
Верхньонагольчицька се́лищна ра́да — орган місцевого самоврядування у складі Антрацитівської міської ради Луганської області. Адміністративний центр — селище міського типу Верхній Нагольчик.

## Загальні відомості
- Верхньонагольчицька селищна рада утворена в 1938 році.
- Територія ради: 2,2 км²
- Населення ради: 1 748 осіб (станом на 1 січня 2011 року)

## Населені пункти
Селищній раді підпорядковані населені пункти:
- смт Верхній Нагольчик

## Склад ради
Рада складається з 16 депутатів та голови.
- Голова ради: Мудра Марина Михайлівна
- Секретар ради: Харунжа Наталія Василівна

### Керівний склад попередніх скликань
| ПІБ                              | Основні відомості                                                                      | Дата обрання | Дата звільнення |
| -------------------------------- | -------------------------------------------------------------------------------------- | ------------ | --------------- |
| Мартиненко Людмила Олександрівна | Селищний голова, 1954 року народження, позапартійна                                    | 26.03.2006   | 31.10.2010      |
| Мудра Марина Михайлівна          | Селищний голова, 1962 року народження, освіта середня спеціальна, член Партії регіонів | 31.10.2010   |                 |

Примітка: таблиця складена за даними джерела

### Депутати
За результатами місцевих виборів 2010 року депутатами ради стали:

#### За суб'єктами висування
| Суб'єкт висування           | Кількість обраних депутатів | %    |
| --------------------------- | --------------------------- | ---- |
| Партія регіонів             | 13                          | 81,3 |
| Комуністична партія України | 3                           | 18,8 |

#### За округами
| № округу                    | Прізвище, ім'я, по батькові      | Дата визнання обраним | Освіта                    | Партійна приналежність            | Відомості про обраного депутата                                 |
| --------------------------- | -------------------------------- | --------------------- | ------------------------- | --------------------------------- | --------------------------------------------------------------- |
| Комуністична партія України |                                  |                       |                           |                                   |                                                                 |
| 1                           | Снєгурська Марія Миколаївна      | 04.11.2010            | Освіта середня            | позапартійна                      | пенсіонер                                                       |
| 2                           | Садовнікова Тетяна Олександрівна | 04.11.2010            | Освіта середня            | позапартійна                      | пенсіонер                                                       |
| 3                           | Касаркін Микола Олександрович    | 04.11.2010            | Освіта середня спеціальна | член Комуністичної партії України | пенсіонер                                                       |
| Партія регіонів             |                                  |                       |                           |                                   |                                                                 |
| 4                           | Лозиченко Лідія Василівна        | 04.11.2010            | Освіта середня            | член Партії регіонів              | відділ зв'язку, листоноша                                       |
| 5                           | Подкуйко Інна Валентинівна       | 04.11.2010            | Освіта середня спеціальна | член Партії регіонів              | фельдшерсько-акушерський пункт, молодша медична сестра          |
| 6                           | Слюсар Тетяна Євгенівна          | 04.11.2010            | Освіта середня спеціальна | член Партії регіонів              | тимчасово не працює                                             |
| 7                           | Мартиненко Олена Казимирівна     | 04.11.2010            | Освіта середня спеціальна | член Партії регіонів              | ВП «Шахта 50-річчя Радянської України» ДП «Антрацит», медсестра |
| 8                           | Брехунова Олена Василівна        | 04.11.2010            | Освіта вища               | член Партії регіонів              | загальноосвітня школа № 9, вчитель                              |
| 9                           | Марченко Катерина Петрівна       | 04.11.2010            | Освіта середня спеціальна | член Партії регіонів              | тимчасово не працює                                             |
| 10                          | Хорунжа Наталія Василівна        | 04.11.2010            | Освіта вища               | член Партії регіонів              | Верхньонагольчицька селищна рада, секретар                      |
| 11                          | Кравченко Галина Василівна       | 04.11.2010            | Освіта вища               | член Партії регіонів              | Верхньонагольчицька селищна рада, завідувачка клубу             |
| 12                          | Василенко Наталія Миколаївна     | 04.11.2010            | Освіта середня спеціальна | член Партії регіонів              | ПП «Манчак», продавець                                          |
| 13                          | Василенко Клавдія Іванівна       | 04.11.2010            | Освіта середня            | член Партії регіонів              | тимчасово не працює                                             |
| 14                          | Дуднік Ніна Андріївна            | 04.11.2010            | Освіта вища               | член Партії регіонів              | пенсіонер                                                       |
| 15                          | Шклярук Володимир Миколайович    | 04.11.2010            | Освіта вища               | член Партії регіонів              | пенсіонер                                                       |
| 16                          | Стеценко Віктор Іванович         | 04.11.2010            | Освіта вища               | член Партії регіонів              | пенсіонер                                                       |